# Пинсон, Джули
Джули Пинсон (англ. Julie Pinson; род. 7 ноября 1967, Фримонт, Калифорния) — американская телевизионная актриса.
Пинсон наиболее известна по своей роли главной героини дневной мыльной оперы «Порт Чарльз», в которой она снималась на протяжении пяти лет, с 1997 по 2002 год. Также она хорошо известна по роли Билли Рид, ранее сыгранную Лизой Ринной, в мыльной опере «Дни нашей жизни», где она снималась с 2004 по 2008 год.
В 2010 году Пинсон выиграла Дневную премию «Эмми» за лучшую женскую роль второго плана за роль в мыльной опере «Как вращается мир». Она также номинировалась на награду в 2009 и 2011 годах и снималась в шоу вплоть до его закрытия.

## Личная жизнь
В 2006 году вышла замуж за актёра Билли Уорлока, они поженились в Лас-Вегасе.

## Мыльные оперы
- 1997—2002 — Порт Чарльз / Port Charles
- 2004 — Молодые и дерзкие / The Young and the Restless
- 2004—2008 — Дни нашей жизни / Days of Our Lives
- 2008—2010 — Как вращается мир / As the World Turns